# Dommarie-Eulmont
Dommarie-Eulmont è un comune francese di 77 abitanti situato nel dipartimento della Meurthe e Mosella nella regione del Grand Est.

## Società

### Evoluzione demografica
Abitanti censiti